# Tapiratiba
Tapiratiba este un oraș în São Paulo (SP), Brazilia.